# Psychic Force
Psychic Force (サイキックフォース?, Saikikku Fōsu) è un videogioco picchiaduro a incontri sviluppato da Taito per arcade nel 1996. In seguito il titolo è stato convertito nello stesso anno per la console PlayStation pubblicato da Acclaim Entertainment per il Nord America e l'Europa.
Nello stesso anno uscì anche un'edizione aggiornata del gioco sempre per le sale giochi, intitolata Psychic Force EX (サイキックフォースEX?, Saikikku Fōsu Eks), caratterizzata dalla possibilità di utilizzare il boss finale senza l'ausilio di trucchi, nuovi costumi per i personaggi e un miglioramento generale delle prestazioni di gioco.
Negli anni successivi uscirono uno spin-off in chiave rompicapo chiamato Psychic Force Puzzle Taisen e un sequel dal titolo Psychic Force 2012.

## Trama
Il titolo è ambientato nel 2010, dove sono presenti alcune persone dotate di poteri psichici. Tutti questi soggetti che dispongono di tali capacità fuori dal comune vengono chiamati "Psichionici" ed utilizzano elementi quali: fuoco, luce, vento, elettricità, gravità, tempo o ghiaccio per combattere.
Gli Psichionici vengono evitati dalla gente comune per via dei loro poteri innaturali, che li rende violenti o addirittura mortali per chi gli sta vicino. Un giorno tutto ciò cambia grazie a una misteriosa organizzazione Psichionica conosciuta con il nome di NOA che offre agli Psichionici un luogo dove stare, diventando così parte del loro gruppo. Capeggiata da un giovane ragazzo britannico di nome Keith Evans, la NOA cerca di creare un'utopia perfetta per i loro simili, con l'obiettivo di eliminare chiunque tenti di ostacolare i loro piani.
Tuttavia esiste anche un altro gruppo più piccolo chiamato Anti-NOA, in cui uno dei suoi membri, il giovane statunitense Burn Griffiths, cerca di affrontare ed impedire al suo vecchio amico Keith di realizzare il suo piano estremo di creazione di un mondo composto esclusivamente da Psichionici.

## Personaggi
Burn Griffiths (バーン・グリフィス?, Bān Gurifisu)
Doppiato da: Mitsuaki Madono (videogioco), Tomokazu Seki (OAV) (ed. giapponese), Bill Milo (ed. inglese).
Il protagonista della serie. Un giovane ragazzo statunitense con l'abilità di fare uso del fuoco durante le battaglie. Burn cerca il suo vecchio amico Keith per convincerlo a rinunciare alla sua ambizione di creare un mondo fatto solo di Psichionici.
Emilio Michaelov (エミリオ・ミハイロフ?, Emirio Mihairofu)
Doppiato da: Minami Takayama (ed. giapponese), Joe Carrey (ed. inglese).
Un giovane ragazzo russo con le ali da angelo che fa uso del potere della luce. Spaventato dalla sua abilità innata, cerca solo la pace e la solitudine.
Wendy Ryan (ウェンディー・ライアン?, Wendī Raian)
Doppiata da: Kyōko Hikami (ed. giapponese), Lani Minella (ed. inglese).
Ragazza australiana che utilizza come arma il vento. Wendy vuole trovare sua sorella Chris, scomparsa nel nulla da tempo, e siccome sospetta che la NOA possa avere delle risposte alle sue domande, sfida gli altri guerrieri psichici.
Sonia (ソニア?)
Doppiata da: Ayako Shiraishi (ed. giapponese), Lani Minella (ed. inglese).
Una bioroide che utilizza l'elettricità. Presta servizio alla NOA per conto di Keith a cui dimostra una grandissima fedeltà, in realtà il suo nome è Chris Ryan (クリス・ライアン?, Kurisu Raian) ed è la sorella di Wendy. La ragazza fu rapita e tramutata in un bioroide da Wong.
Brad Kilsten (ブラド・キルステン?, Burado Kirusuten)
Doppiato da: Ryūsei Nakao (ed. giapponese), Bill Milo (ed. inglese).
Giovane uomo tedesco, fa uso della gravità per fronteggiare i suoi nemici. Soffre di un disturbo di personalità, che lo rende imprevedibile in battaglia mentre il suo lato gentile si scontra spesso con quello psicotico.
Richard Wong (リチャード・ウォン?, Richādo Won)
Doppiato da: Mitsuaki Madono (ed. giapponese), Bill Milo (ed. inglese).
Uomo cinese originario di Hong Kong, ha il potere di sfruttare il tempo come meglio preferisce. Serve Keith come suo consigliere personale e stratega della NOA, ma ambisce segretamente ad eliminare il suo capo per poter conquistare il mondo da solo.
Rokudo Genma (六道玄真?, Genma Rokudo)
Doppiato da: Yōsuke Akimoto (ed. giapponese), Bill Milo (ed. inglese).
Un monaco asceta giapponese (Yamabushi) che sfrutta la magia Shugendō per combattere. È l'unico personaggio i cui i poteri sono derivati dalla fede che ha negli dei ed equivalgono alla magia tradizionale. Convinto che i poteri psichici siano un'arma a doppio taglio non destinata ai comuni mortali, cerca di eliminare tutti gli Psichionici.
Gates Oltsman (ゲイツ・オルトマン?, Geitsu Orutoman)
Doppiato da: Ryūzaburō Ōtomo (ed. giapponese), Bill Milo (ed. inglese).
Soldato cibernetico statunitense che si affida esclusivamente alla propria esperienza sul campo di battaglia per migliorarsi, affronta i suoi nemici grazie alla sua notevole stazza fisica. Sopravvissuto miracolosamente ad un attacco devastante generato dal duello tra gli Psichionici, nel quale persero la vita sua moglie Cheryl e sua figlia Tina, Gates rinacque come un cyborg in cerca di vendetta verso i tanto famigerati guerrieri.
Keith Evans (キース・エヴァンス?, Kīsu Evuansu)
Doppiato da: Kyousei Tsukui (ed. giapponese), Graham Sterling (ed. inglese).
Giovane ragazzo britannico con l'abilità del ghiaccio, nonché leader della NOA. Il suo scopo è quello di creare un'utopia per i suoi simili, eliminando tutti coloro che proveranno ad ostacolare il suo cammino. È il boss finale da affrontare, giocabile nella versione originale tramite l'utilizzo di un trucco, dal principio nell'edizione EX e sbloccabile in quella per PlayStation, tuttavia non è possibile controllarlo nella modalità Storia.

## Modalità di gioco

Uno scontro tra Sonia e Keith

I combattimenti in Psychic Force si svolgono in aria, precisamente in un'area cubica determinata da un campo di forza magico che non può essere infranto. I personaggi fanno uso della levitazione per spostarsi velocemente nell'arena ed eseguire le loro mosse.
Il muro gravitazionale gioca un ruolo importante come mezzo strategico in ogni duello, infatti se uno dei due avversari riesce a scagliare l'altro contro una delle pareti riuscirà a causargli danni aggiuntivi, invece se il personaggio si reca spontaneamente in tali aree non perderà salute. Altra cosa fondamentale è che se il malcapitato viene colpito nuovamente quando è stato già ferito dal colpo contro il muro, questi perderà momentaneamente i sensi e cadrà a terra dove sarà invulnerabile fino a quando non si rialzerà dal suolo.
Come nella maggior parte dei titoli picchiaduro, il personaggio che per primo vince due round si aggiudica il match. Nel caso in cui scada il tempo, vincerà chi avrà più energia residua mentre in una partita multigiocatore, i due sfidanti dovranno disputare un ulteriore combattimento in uno spazio molto più piccolo avendo entrambi la barra Psycho al 0%, dove basterà un solo colpo per sconfiggere il nemico.
I personaggi possono muoversi in otto direzioni utilizzando il joystick e tre pulsanti che serviranno a difendersi, effettuare un attacco leggero o uno pesante. Combinando i tasti, il giocatore può effettuare delle combo, prese e mosse speciali che possono rompere le difese del nemico.
Le mosse speciali sono determinate dalla barra Psycho, la quale è collocata sotto a quella della vita; una volta svuotata completamente non sarà possibile lanciare attacchi energetici potenti fino a quando l'energia psichica non si sarà ripristinata normalmente (in modo lento) oppure manualmente (in modo veloce) dove il giocatore dovrà tenere premuto tutti e tre i tasti per ricaricare (in modo molto simile al recupero dell'aura nei videogiochi di Dragon Ball).

## Versioni

### Arcade
La versione per arcade è la prima pubblicata e presenta esclusivamente la modalità Arcade, dove l'unico personaggio ingiocabile normalmente è il boss finale Keith Evans, che può diventare disponibile solo tramite l'inserimento di un trucco.

### EX
Una revisione sempre per arcade, dal titolo Psychic Force EX, rende disponibile dal principio Keith Evans nella schiera dei personaggi giocabili, aggiungendo inoltre dei costumi alternativi per tutti i membri del cast (possono essere utilizzati anche quelli classici tramite una combinazione di tasti specifica) e dei miglioramenti nell'esperienza di gioco.

### PlayStation
La versione per PlayStation è la terza ad essere uscita, la quale si basa sulla revisione EX. Sono state aggiunte varie modalità di gioco, ovvero: Storia, Allenamento e Multigiocatore. L'unico personaggio sbloccabile è il boss Keith Evans, il quale diviene disponibile in tutte le modalità tranne nella Storia. Il filmato introduttivo originale è stato sostituito con un altro in stile anime con il brano ON THE VERGE OF REVIVAL cantato da Hironobu Kageyama.
Una differenza presente a seconda della regione di pubblicazione è la sostituzione del doppiaggio originale giapponese con un altro inglese.

### PlayStation 2
Il gioco è inoltre presente all'interno di Psychic Force Complete, compilation della serie per PlayStation 2, nella sua versione per PlayStation.

## Media

### Colonna sonora

#### Psychic force - Arcade sound tracks
L'11 ottobre 1996 fu pubblicato un album contenente la soundtrack BGM della versione arcade del gioco, il quale si intitola PSYCHIC FORCE -ARCADE SOUND TRACKS- (サイキックフォース －アーケード・サウンドトラックス－?, Saikikku Fōsu - Ākēdo Saundo Torakkusu -).
Musiche di Hideki Takahagi.
1. E.S.P. Dolls – Wished For -"CARRY AWAY!" Arrange Version- (ホ･シ･イ -"CARRY AWAY!" Arrange Version-?) – 5:38
2. FIRE & ICE (ATRACT DEMO BGM) – 0:53
3. SELECT – 0:35
4. BURNING STORM ("BURN" THEME) – 3:52
5. FALLEN ANGEL ("EMILIO" THEME) – 2:52
6. LUNATIC CROW ("BRAD" THEME) – 2:12
7. CARRY AWAY! ("SONIA" THEME) – 3:30
8. Tune of the Sealed Evil ("GENMA" THEME) (封魔の調 ("GENMA" THEME)?) – 2:28
9. REVENGER ("GATES" THEME) – 3:11
10. BIRDIE BIRDIE! ("WENDY" THEME) – 3:13
11. ASIAN LABYRINTH ("WONG" THEME) – 3:16
12. FREEZING POINT ("KEITH" THEME) – 3:16
13. LAST IMPACT (FINAL STAGE BGM) – 2:56
14. BURNING SCAPE (ENDING) – 3:03
15. CONTINUE – 0:55
16. NAME ENTRY – 1:48
17. PSYCHIC FORCE SOUND SCAPE – 5:49
18. J.A.M. & karu. – THE KING OF DARKNESS FORCE -"ASIAN LABYRINTH" J.A.M. MIX- – 5:57

Durata totale: 55:24

#### Psychic Force - Original sound tracks
Il 29 novembre 1996 fu pubblicato un album contenente la soundtrack BGM della versione PlayStation del gioco, il quale si intitola Psychic Force Original Sound Tracks (サイキックフォース オリジナルサウンドトラックス?, Saikikku Fōsu Orijinaru Saundo Torakkusu).
Musiche di Hideki Takahagi.
1. BURNING STORM ["BURN" THEME] – 3:48
2. FALLEN ANGEL ["EMILIO" THEME] – 5:35
3. LUNATIC CROW ["BRAD" THEME] – 5:26
4. CARRY AWAY! ["SONIA" THEME] – 3:41
5. Search for the Seal Magic ["GENMA" THEME] (封魔の調 ["GENMA" THEME]?) – 2:29
6. REVENGER ["GATES" THEME] – 4:26
7. BIRDIE BIRDIE! ["WENDY" THEME] – 3:33
8. ASIAN LABYRINTH ["WONG" THEME] – 3:35
9. FREEZING POINT ["KEITH" THEME] – 3:42
10. LAST IMPACT [FINAL STAGE BGM] – 4:03
11. SELECT – 0:40
12. CONTINUE – 0:41
13. NAME ENTRY [Unused Music] (NAME ENTRY [未使用曲]?) – 1:52
14. Weeping -DEMO#1- (慟哭-DEMO#1-?) – 1:58
15. Riot -DEMO#2- (動乱-DEMO#2-?) – 1:41
16. Suspicion -DEMO#3- (疑惑-DEMO#3-?) – 1:31
17. Embrace -DEMO#4- (抱擁-DEMO#4-?) – 0:24
18. A Moment Before Death -DEMO#5- (終焉-DEMO#5-?) – 2:18
19. Hironobu Kageyama – HEAR I AM BURNING NOW -PSYCHIC FORCE IMAGE SONG- – 4:19

Durata totale: 55:42

#### Psychic force - Extra strong tracks
Il 28 febbraio 1997 fu pubblicato un ulteriore album intitolato PSYCHIC FORCE -EXTRA SONG TRACKS-, il quale contiene alcuni brani musicali cantati con le rispettive versioni karaoke.
Musiche di Hideki Takahagi.
1. Hironobu Kageyama – ON THE VERGE OF REVIVAL – 4:25
2. E.S.P. Dolls – HOSHII (ホ・シ・イ?) – 5:37
3. J.A.M. & karu. – THE KING OF DARKNESS FORCE – 5:57
4. Hironobu Kageyama – HERE I AM BURNING NOW – 4:19
5. Hironobu Kageyama – JUST SAY YOU'LL BE EVER MINE – 5:42
6. ON THE VERGE OF REVIVAL (KARAOKE) – 4:25
7. HOSHII (KARAOKE) (ホ・シ・イ (KARAOKE)?) – 5:36
8. THE KING OF DARKNESS FORCE (KARAOKE) – 5:58
9. HERE I AM BURNING NOW (KARAOKE) – 4:19
10. JUST SAY YOU'LL BE EVER MINE (KARAOKE) – 5:40

Durata totale: 51:58

### Drama-CD

#### Psychic Force Drama CD
L'8 gennaio 1997 fu messo in commercio da Scitron e Pony Canyon un drama-CD intitolato Psychic Force Drama CD (サイキックフォース ドラマＣＤ?, Saikikku Fōsu Dorama CD), il quale riprende le vicende del videogioco.
1. Story 1 Part 1 - ESP group NOA (第1回「超能力集団ノア」?) – 8:12
2. Story 1 Part 2 - Richard Wong Strategy (第2回「リチャード・ウォンの策謀」?) – 8:37
3. Story 1 Part 3 - Furious Psychicer Brad (第3回「狂乱のサイキッカー，ブラド」?) – 9:02
4. Story 1 Last Part - Maze of Flame and Ice (Labyrinth) (最終回「炎と氷の迷宮（ラビリンス）」?) – 9:52
5. Story 2 Part 2 - Emilio of the Light, Wendy of the Wind (第2回「光のエミリオ，風のウェンディ」?) – 7:34
6. Story 2 Part 3 - Heartbroken Psychicer Emilio (第3回「傷心のサイキッカー，エミリオ」?) – 9:04
7. Story 2 Last Part - Neverending Repose of Souls (最終回「終わりのない鎮魂」?) – 9:36
8. Radio Guidance part 1 (ラジオガイダンスその1?) – 2:22
9. Radio Guidance part 2 (ラジオガイダンスその2?) – 2:43
10. Radio Guidance part 3 (ラジオガイダンスその3?) – 2:19

Durata totale: 69:21

### OAV
Dal videogioco fu tratta anche una miniserie OAV di due episodi (originariamente ne erano previsti quattro) prodotti da Broccoli e distribuiti in VHS dal 25 febbraio al 25 maggio 1998 in Giappone. La serie venne distribuita anche in Nord America da Image Entertainment in versione sottotitolata mentre nel resto del mondo è inedita. Il cast di doppiatori rimane il medesimo del videogioco tranne per il protagonista Burn, che non viene più doppiato da Mitsuaki Madono (che però torna a prestare la sua voce a Wong) ma bensì da Tomokazu Seki. La sigla di apertura è Friends (lett. "Amici") di Tomokazu Seki mentre quella di chiusura è Love Can Save the World (lett. "L'amore può salvare il mondo") di Tomokazu Seki e Kyousei Tsukui. Nel corso dell'episodio 2 è inoltre possibile udire l'insert song Cold Justice (lett. "Giustizia fredda") di Kyousei Tsukui.

#### Trama
Un ragazzo di nome Keith fugge da un laboratorio dove veniva sottoposto ad alcuni esperimenti sul suo corpo, durante la fuga incontra Burn il quale rischia di investirlo con la sua motocicletta, ma riesce a fermarsi in tempo, vedendo le condizioni del suo coetaneo decide di portarlo con sé e ospitarlo a casa sua. Tre uomini vestiti di scuro cercano Keith, ma questi fa uso dei suoi poteri psichici per ferirne due e inseguire il terzo poco dopo. Burn cerca di aiutare il nuovo amico a sfuggire dai suoi inseguitori ma ai due viene tesa un'imboscata, Keith viene portato via mentre il ragazzo biondo rimane a terra dove riesce a risvegliare i poteri sopiti dentro di lui.
Alcuni anni dopo le vicende di quella notte, Keith è sotto l'ala protettrice di Wong, il capo di una potente organizzazione chiamata NOA e dichiara di voler portare la pace nel mondo ma per farlo deve radunare tutti gli Psichionici perduti. I poteri addormentati di Burn vengono rilevati da un soldato cibernetico di nome Gates che prova ad attaccarlo ma viene salvato in tempo da Keith e Sonia, che lo portano al quartiere generale della NOA dove il ragazzo dai capelli blu lo rimprovera per aver tentato di iniziare una guerra tra umani e Psichionici, dopodiché se ne va affiancato da Wendy e Emilio, anche loro dotati di poteri simili.
Alla fine Burn torna a confrontarsi con il suo vecchio amico ma il loro scontro viene interrotto da Wong che attiva l'autodistruzione della base, nonostante ciò Keith utilizza le sue ultime forze per intrappolare il suo avversario in un bozzolo di ghiaccio, permettendogli così di sopravvivere, lasciandolo come unico superstite.

#### Psychic Force Original Video Animation mini album CD
Il 25 febbraio 1998 fu pubblicato un album contenente le canzoni presenti nell'OAV, il quale si intitola Psychic Force Original Video Animation mini album CD (OVA サイキックフォース ミニアルバムCD?, OVA Saikikku Fōsu mini arubamu CD).
Musiche di Harold Payne, Rick Cowling Jr..
1. Tomokazu Seki, Kyousei Tsukui – Love Can Save the World (Ending Theme) (Love Can Save the World (エンディング・テーマ)?)
2. Tomokazu Seki – Friends (Opening Theme) (Friends (オープニング・テーマ)?)
3. Kyousei Tsukui – Cold Justice
4. Love Can Save the World (Karaoke) (Love Can Save the World (カラオケ)?)
5. Friends (Karaoke) (Friends (カラオケ)?)
6. Cold Justice (Karaoke) (Cold Justice (カラオケ)?)

#### Psychic Force Original Video Animation Original Sound Track Album
Il 24 giugno 1998 fu pubblicato un album contenente la colonna sonora dell'OAV, il quale si intitola Psychic Force Original Video Animation Original Sound Track Album (OVA サイキックフォース オリジナル サウンド・トラック・アルバム?, OVA Saikikku Fōsu Orijinaru Saundo Torakku Arubamu).
Musiche di Kow Otani, Harold Payne, Rick Cowling Jr..
1. Tomokazu Seki, Kyousei Tsukui – LOVE CAN SAVE THE WORLD
2. Tomokazu Seki – FRIENDS
3. Kyousei Tsukui – COLD JUSTICE
4. IN THE BAR
5. THE ICE
6. CORN FIELD
7. ESCAPE
8. CAPTURED
9. MUSIC BOX
10. Fureai (ふれあい?)
11. Yami (闇?)
12. BATTLE #1
13. Kattō (葛藤?)
14. FAITH
15. Mezame (目覚め?)
16. DARKNESS
17. Wakare (別れ?)
18. BATTLE #2
19. CHAOS
20. FINAL BATTLE

## Accoglienza
| Testata                            | Versione | Giudizio |
| ---------------------------------- | -------- | -------- |
| GameRankings (media al 09-12-2019) | PS       | 65.00%   |
| Absolute PlayStation               | PS       | 80/100   |
| IGN                                | PS       | 5/10     |
| GamePro                            | PS       | 4/5      |
| EGM                                | PS       | 5/10     |
| Next Generation                    | PS       | 3/5      |

La versione per PlayStation ha ricevuto recensioni miste da parte della critica e ha venduto circa 160 000 copie in tutto il mondo.
Un recensore della rivista Next Generation affermò che il movimento in 3D dei personaggi si rivela l'unica novità nello stile di gioco il quale presenta una combinazione limitata di colpi a distanza ravvicinata, rendendo i combattimenti legati principalmente agli attacchi in lontananza piuttosto che quelli corpo a corpo. Osservò "Sul versante positivo,Psychic Force mette in mostra qualcosa di bello - a dire la verità, molto innovativo - proiettili come armi e la grafica che fa da sfondo. Sfortunatamente, questi fattori positivi non sono abbastanza per compensare lo stile di gioco costantemente mediocre".
I quattro critici di Electronic Gaming Monthly commentarono in maniera simile giudicandolo un gioco innovativo all'inizio ma che si rivela essenzialmente un picchiaduro standard con una forte dipendenza dai colpi energetici e che i personaggi fanno uso dello stesso set di mosse tranne per gli attacchi speciali. Menzionarono che le sequenze in stile anime siano il punto forte dell'intero titolo. Scary Larry di GamePro lodò la colonna sonora ma trovò carenti le combo e concluse "Il gioco può essere padroneggiato facilmente, il che lo rende noioso a lungo termine. In tutto, Psychic Force è una forza da non sottovalutare - almeno come noleggio".

## Sequel e conversioni
A fine giugno 1997 venne annunciato che Taito stava sviluppando uno spin-off del gioco in chiave rompicapo, Psychic Force Puzzle Taisen, il quale presenta uno stile praticamente identico a quello di una più famosa serie prodotta dallo stesso sviluppatore, Puzzle Bobble.
Nel giugno 1998 uscì nelle sale giochi il sequel Psychic Force 2012, ambientando due anni dopo agli eventi del primo gioco, ovvero nel 2012, e convertito successivamente sulle console Dreamcast, PlayStation (su questa piattaforma assunse il titolo di Psychic Force 2) e per i PC basati su Microsoft Windows.
Al Tokyo Game Show del 2005 venne annunciato da Taito la realizzazione di un terzo capitolo della serie, che ricevette il nome provvisorio Project Psychic (プロジェクト サイキック?, Purojekuto Saikikku), e sarebbe uscito per la console di settima generazione PlayStation 3, tuttavia il progetto fu poi abbandonato, cancellato e reso noto solo nel corso del 2007 all'interno della rivista giapponese Famitsū.
Il 29 dicembre 2005 in occasione del decimo anniversario fu pubblicata esclusivamente in Giappone una compilation per PlayStation 2, intitolata Psychic Force Complete (サイキックフォース COMPLETE?, Saikikku Fōsu Konpurīto), contenente una conversione di questo gioco, del secondo capitolo e una versione aggiornata di quest'ultimo denominata Psychic Force 2012 EX (サイキックフォース2012EX?, Saikikku Fōsu 2012 Eks), la quale presenta i contenuti dell'edizione PlayStation che vanno ad aggiungere tre personaggi giocabili mantenendo però la grafica di quella per Dreamcast e PC e una modalità galleria che permette di vedere le illustrazioni dei personaggi e settare alcune impostazioni aggiuntive.
Questa raccolta venne messa in commercio in cinque edizioni differenti fra loro: una regolare, tre dedicate ai personaggi di Wendy, Emilio e Wong, ognuna di queste presentava il suddetto personaggio sulla copertina assieme ad un action figure in 3D dello stesso ed infine un'ultima variante contenente tutti e tre i combattenti la quale differiva solo per il colore di Emilio, il quale venne ritratto con il secondo costume (noto anche con il nome di Dark Emilio) anziché con il primo.